# Lamé (Mayo-Dallah)
Lamé est une localité de l’ouest du Tchad chef-lieu de sous-préfecture du département du Mayo-Dallah.

## Géographie
La localité est située à 44 km à l’ouest du chef-lieu de département : Pala sur l’axe Pala – Cameroun.